# Семь этюдов по физике
«Семь этюдов по физике» (итал. Sette brevi lezioni di fisica) — книга итальянского физика-теоретика Карло Ровелли, руководителя исследовательской группы по квантовой гравитации в Центре теоретической физики в Университете Экс-Марсель, Марсель, Франция. Один из основных исследователей петлевой квантовой гравитации, специалист в области истории и философии науки. Автор многочисленных бестселлеров — «Порядок времени», «Реальность — не то, чем она кажется» и других. В своих книгах учёный излагает фундаментальные понятия физики простым и доступным языком.
Книга впервые опубликована на итальянском языке в 2014 году. Переведена на 52 языка (на русский и украинский — в 2016 году). Продано более миллиона копий, из которых более 400 000 — в Италии

## Описание
В книге собраны открытия постньютоновской физики — от теории относительности Альберта Эйнштейна до квантовой механики в семь кратких и доступных уроков:
1. Самая красивая из теорий
2. Кванты
3. Архитектура космоса
4. Частицы
5. Песчинки пространства
6. Вероятность, время и теплота черных дыр
7. Мы сами

Книга была первой в списке самых продаваемых изданий два месяца подряд. Ровелли сказал в интервью, что начал писать книгу 10 лет назад и отметил, что бо́льшую часть времени потратил не на то, чтобы её написать, а на редактирование. Он сказал, в частности: «Одна из причин, по которой книга получилась короткой, заключается в том, что я долго исправлял и сокращал её. Я убрал все скучные, неинтересные части. Я думаю, это важно — как все написано».
Ровелли считает, что «научное знание, в свою очередь, способствует медленному развитию структур нашего разума и предлагает новые великие внутренние мифы, с помощью которых можно мыслить о мире».
Учёный также полагает, что для того, чтобы понять и отдать должное красоте уравнения Эйнштейна, придётся, как минимум, «изучить и усвоить риманову геометрию», но на это уйдёт не меньше времени, усердия и решимости, «чем необходимо для того, чтобы оценить изысканную красоту позднего струнного квартета Бетховена. Награда в обоих случаях — истинная красота и новый взгляд на мир».

## Отзывы и рецензии
Книга получила в основном хвалебные отзывы за свою актуальность и научную достоверность. Рецензия Сергея Масликова, эксперта Всенауки, кандидата физико-математических наук:
Первое впечатление от этой невзрачной на вид книжки обманчиво. Ни само название — «Семь этюдов по физике», ни имя автора, итальянца по происхождению, не обещают ничего выдающегося. Разве можно в семи кратких этюдах на 80 страницах раскрыть глубину современной физики? Прозрение приходит буквально после прочтения первых страниц, когда видишь, как органично из личной истории Альберта Эйнштейна вырастают совершенные им открытия. Чтобы рассказать о целом разделе физики — хоть о квантовой механике или мире частиц, хоть об архитектуре космоса или дискретности пространства, — автор талантливо отсекает все лишнее и оставляет лишь самое необходимое.
В небольшой книге учёный рассказывает о квантовой механике, черных дырах, сложной архитектуре Вселенной, элементарных частицах, гравитации и природе разума. «Короткие уроки» Ровелли с удивительной ясностью ведут читателя через этапы научных революционных открытий двадцатого века и рассказывают об их значении для человечества.
Автор разъясняет сложные вещи простым и увлекательным языком так, как если бы он обращался к детям, не знающим мира, показывает новую невероятную реальность, рассказывает о сложных явлениях — теории относительности, Вселенной, квантовой теории и других. Приглашая читателя в сложный мир науки, автор предлагает вместе с ним осознать, что «наше интуитивное представление о мире неполно, ограниченно, неадекватно» и описывает удивительный мир науки словами, полными поэзии: «Природа — это наш дом, и в природе мы чувствуем себя как дома. Этот странный, красочный и удивительный мир, который мы исследуем, где пространство искривлено, время не существует, а вещи могут находиться не везде, не является чем-то, что уводит нас от самих себя (…) Здесь, на краю того, что мы знаем, в контакте с океаном того, чего мы не знаем, сияет тайна мира, красота мира, от которой захватывает дух….».

Карло Ровелли не только ученый-физик. Он много пишет для обычной публики. Первоначально этюды были изложены в общедоступной итальянской газете. После прочтения книги становится ясно, почему на Западе она стала бестселлером, и немалый по нынешним временам тираж на русском языке — 30 тысяч экземпляров — в данном случае вполне оправдан. Отдельного упоминания заслуживает заключение. Здесь автор выступает еще и философом. Он логично обосновывает возможность развития жизни в других местах Вселенной и окидывает взором перспективы нашей собственной цивилизации. В этом особая прелесть книги Карло Ровелли. Это заключение захватывает не меньше, чем каждый из этюдов. Редко когда автору удается поднять читателя над всей картиной мироздания и с грустью окинуть ее взглядом. С грустью, потому что перспективы рода человеческого, как считает автор, печальны.